# 富尔格河
45°59′40″N 7°43′36″E / 45.99444°N 7.72667°E

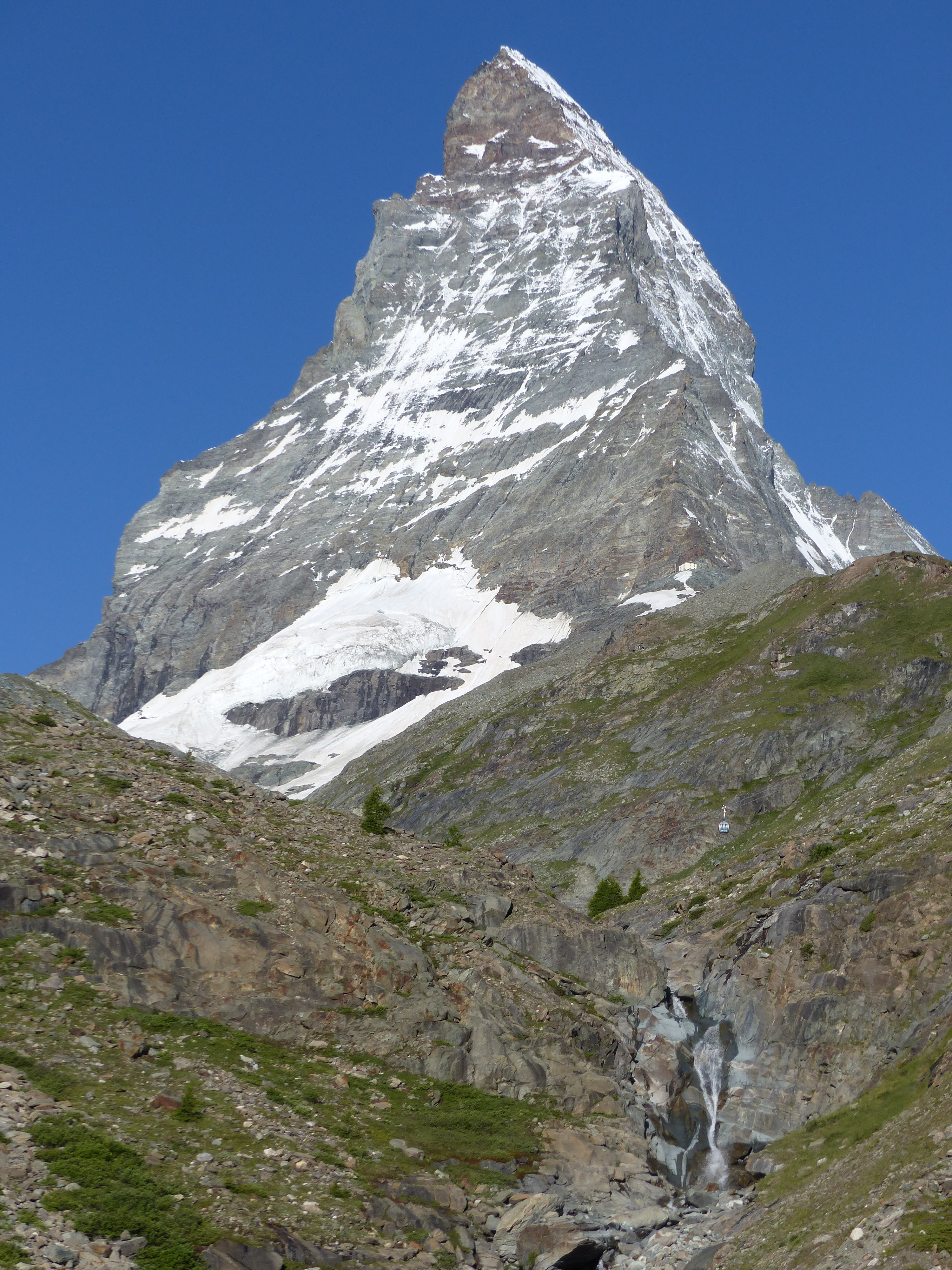

富爾格河（德語：Furggbach）是瑞士的河流，位於該國西南部，流經瓦萊州，屬於戈爾訥拉河的支流，河道全長3.6公里，流域面積15.4平方公里，河水來自冰川。